# راسل وینسکوت
راسل وینسکوت (به انگلیسی: Russell Wainscoat) بازیکن فوتبال زادهٔ ۲۸ ژوئیه ۱۸۹۸ اهل کشور انگلستان بود که سابقهٔ بازی در تیم ملی فوتبال انگلستان را در کارنامهٔ خود دارد. وی در تاریخ ۱۳ آوریل ۱۹۲۹ تنها بازی ملی خود را در مقابل تیم ملی فوتبال اسکاتلند انجام داد.